# Phycis chesteri
Der Langflossen-Gabeldorsch (Phycis chesteri), im Englischen auch „Longfin hake“ genannt, ist ein Meeresfisch, der zur Familie der Gabeldorsche gehört.

## Merkmale
Der Langflossen-Gabeldorsch ist auf der Oberseite olivfarben bis dunkel und auf der Unterseite gräulich-blass gefärbt. Die Flossen werden an ihren Enden immer dunkler. Der Fortsatz an der Rückenflosse ist relativ lang und übertrifft sogar die Länge des Kopfes. Der Fisch besitzt eine relativ kurze Kinnbartel.

## Verbreitung
Der Langflossen-Gabeldorsch kommt hauptsächlich entlang den äußeren Kontinentalschelfen und Hängen vor der Ostküste Nordamerikas vor. Das Vorkommen reicht von der Floridastraße im Süden bis zum Kap Saint Charles, im Südosten der Labrador-Halbinsel gelegen, im Norden. Südlich vom Kap Hatteras (North Carolina) ist er allerdings nicht so häufig anzutreffen wie nördlich davon.

## Lebensweise
Normalerweise hält sich der Langflossen-Gabeldorsch in Tiefen zwischen 360 und 800 Metern auf, kann aber auch in Tiefen von 90 bis 1500 Metern vorkommen. Dabei hält er sich für gewöhnlich am Meeresboden auf. Er wird bis zu 40 cm lang. Die Nahrung besteht meist aus Krebstieren (hauptsächlich Krill, Garnelen and Flohkrebsen), aber auch aus Weichtieren und anderen Fischen.

## Systematik
Verwandte Arten in der Gattung Phycis sind der Dunkle Gabeldorsch (Phycis phycis) und der Helle Gabeldorsch (Phycis blennioides).